# Archidiocèse de Gatineau
L'archidiocèse de Gatineau est un archidiocèse métropolitain de l'Église catholique au Canada situé dans la province de Québec. Son siège est la cathédrale Saint-Joseph de Gatineau. Son territoire couvre la région administrative de l'Outaouais. Depuis 2011, son archevêque est Paul-André Durocher.
Le diocèse a été érigé canoniquement le 27 avril 1963 par le pape Jean XXIII sous le nom de diocèse de Hull. En 1982, il a été renommé en diocèse de Gatineau-Hull. Il a été élevé au rang d'archidiocèse en 1990 par Jean-Paul II. En 2005, il a adopté son nom actuel.

## Description

Logo du diocèse.

L'archidiocèse de Gatineau est l'une des 21 juridictions catholiques du Québec au Canada. Son siège épiscopal est la cathédrale Saint-Joseph de Gatineau située dans le secteur de Hull,,,. Auparavant, sa cathédrale était l'église Saint-Jean-Marie-Vianney située dans le secteur de Gatineau,. Depuis 2011, son archevêque est Paul-André Durocher,,,.
Le territoire de l'archidiocèse de Gatineau couvre une superficie de 5 294 km2 et est divisé en 45 paroisses en 2019. En fait, il couvre l'ensemble de la région administrative de l'Outaouais. Il est contigu au diocèse de Pembroke à l'ouest, au diocèse de Mont-Laurier au nord, au diocèse de Saint-Jérôme à l'est et à l'archidiocèse d'Ottawa-Cornwall au sud. Il est divisé en trois régions épiscopales : l'Ouest, le Centre et l'Est.
L'archidiocèse de Gatineau est le métropolitain de la province ecclésiastique de Gatineau et deux diocèses y sont suffragants : le diocèse d'Amos et le diocèse de Rouyn-Noranda,.
En 2021, l'archidiocèse de Gatineau dessert une population de 265 805 catholiques avec un total de 50 prêtres et quatre diacres permanents. Il comprend 51 lieux de culte dont la majorité utilise le français, quelques-uns utilisant l'anglais et deux utilisant le portugais en plus des messes en espagnol célébrées à la cathédrale Saint-Joseph.
Plusieurs communautés et associations religieuses sont présentes au sein de l'archidiocèse de Gatineau. Notamment, il comprend plusieurs instituts de vie consacrées dont les Sœurs de la Charité d'Ottawa, les Filles de la Sagesse, les Franciscaines Missionnaires de Marie, les Frères du Sacré-Cœur, les Pères Maristes, les Oblats de Marie-Immaculée, les Spiritains (Congrégation du Saint-Esprit), les Sœurs du Sacré-Cœur de Jésus, les Sœurs de la Sainte-Famille de Bordeaux, les Sœurs de Sainte-Marie de Namur, les Sœurs des Saints-Cœurs de Jésus et de Marie ainsi que les Servantes de Jésus-Marie. Il comprend également une société de vie apostolique, la Congrégation de Jésus et de Marie (les Eudistes), et deux instituts séculiers, l'Institut Séculier Voluntas Dei et les Oblates Missionnaires de Marie-Immaculée. De plus, il comprend deux associations publiques de fidèles, la Communauté Jésus-est-Seigneur et la Famille Solitude Miriam.

## Histoire
Le diocèse de Gatineau a été érigé canoniquement le 27 avril 1963 sous le nom de diocèse de Hull (Dioecesis Hullensis en latin). Auparavant, son territoire faisait partie de l'archidiocèse d'Ottawa,,. Son premier évêque fut Paul-Émile Charbonneau qui était évêque auxiliaire de l'archidiocèse d'Ottawa,,. Le 1er mars 1982, le diocèse a été renommé en diocèse de Gatineau-Hull (Dioecesis Gatinensis-Hullensis en latin),,.
Le 31 octobre 1990, il a été élevé au rang d'archidiocèse,. Le 28 octobre 2005, il adopta son nom actuel, soit archidiocèse de Gatineau (Archidioecesis Gatinensis en latin),.
Le 12 octobre 2011, Paul-André Durocher a été nommé pour devenir le quatrième évêque de Gatineau et ainsi succéder à Roger Ébacher qui était évêque de Gatineau depuis le 30 mars 1988,,,. Il a inauguré son épiscopat le 30 novembre suivant.

Armoiries de Paul-André Durocher, archevêque de Gatineau depuis 2011.

## Ordinaires
| # | Nom                    | Dates                             |
| - | ---------------------- | --------------------------------- |
| 1 | Paul-Émile Charbonneau | 21 mai 1963 - 12 avril 1973       |
| 2 | Adolphe Proulx (de)    | 13 février 1974 - 22 juillet 1987 |
| 3 | Roger Ébacher          | 30 mars 1988 - 12 octobre 2011    |
| 4 | Paul-André Durocher    | Depuis le 12 octobre 2011         |

## Galerie

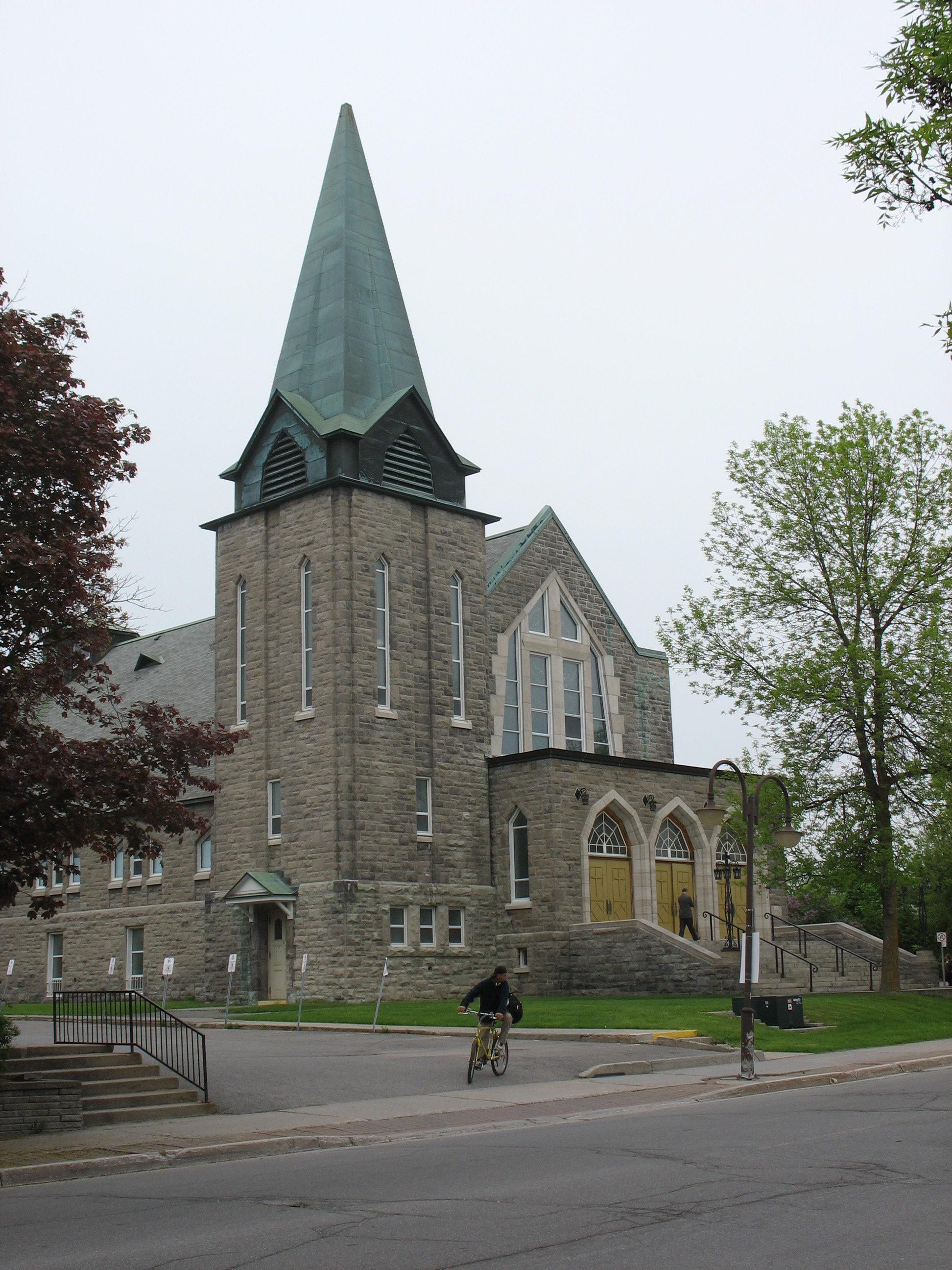
La cathédrale Saint-Joseph de Gatineau en mai 2011
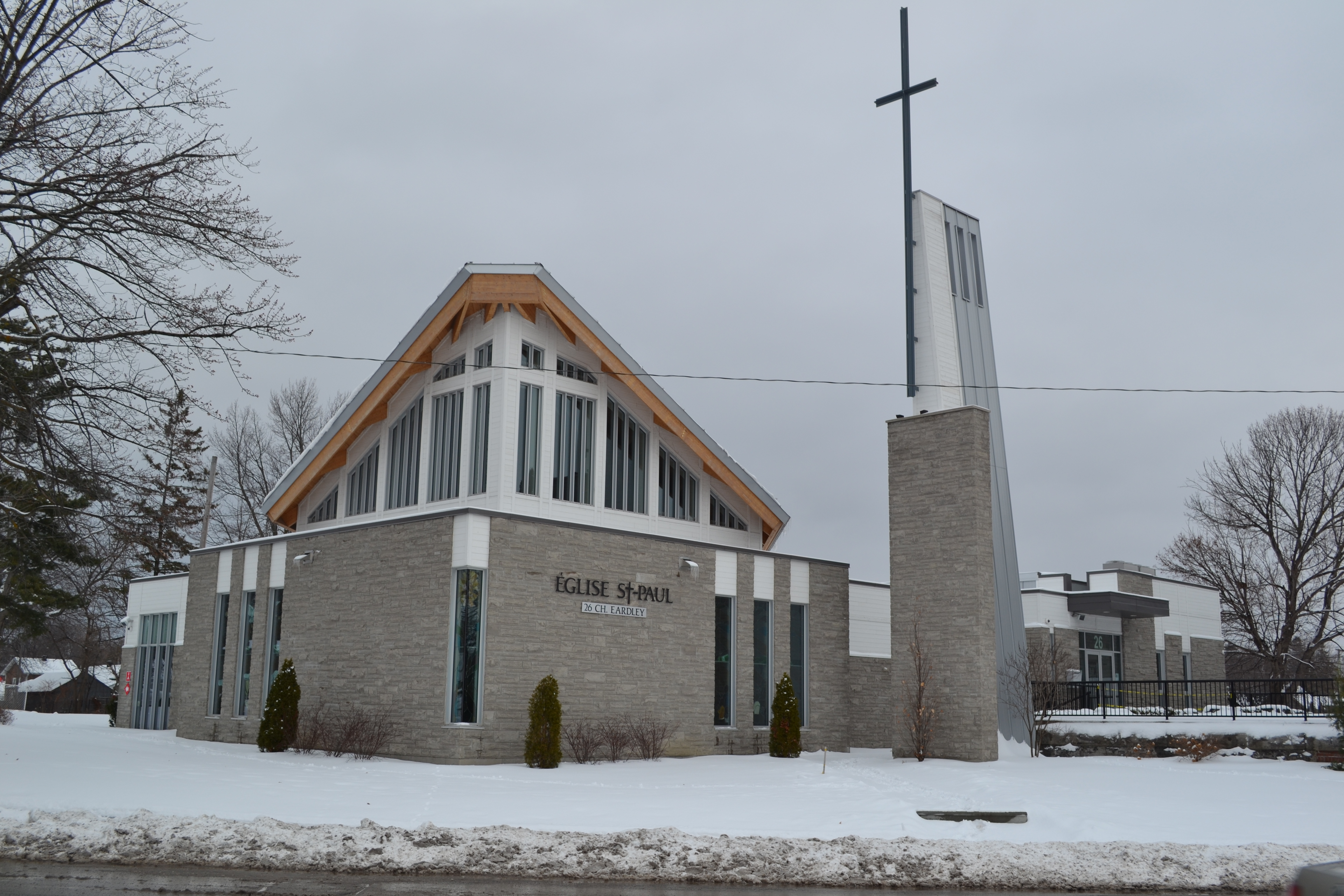
L'église Saint-Paul dans le secteur d'Aylmer à Gatineau en janvier 2019
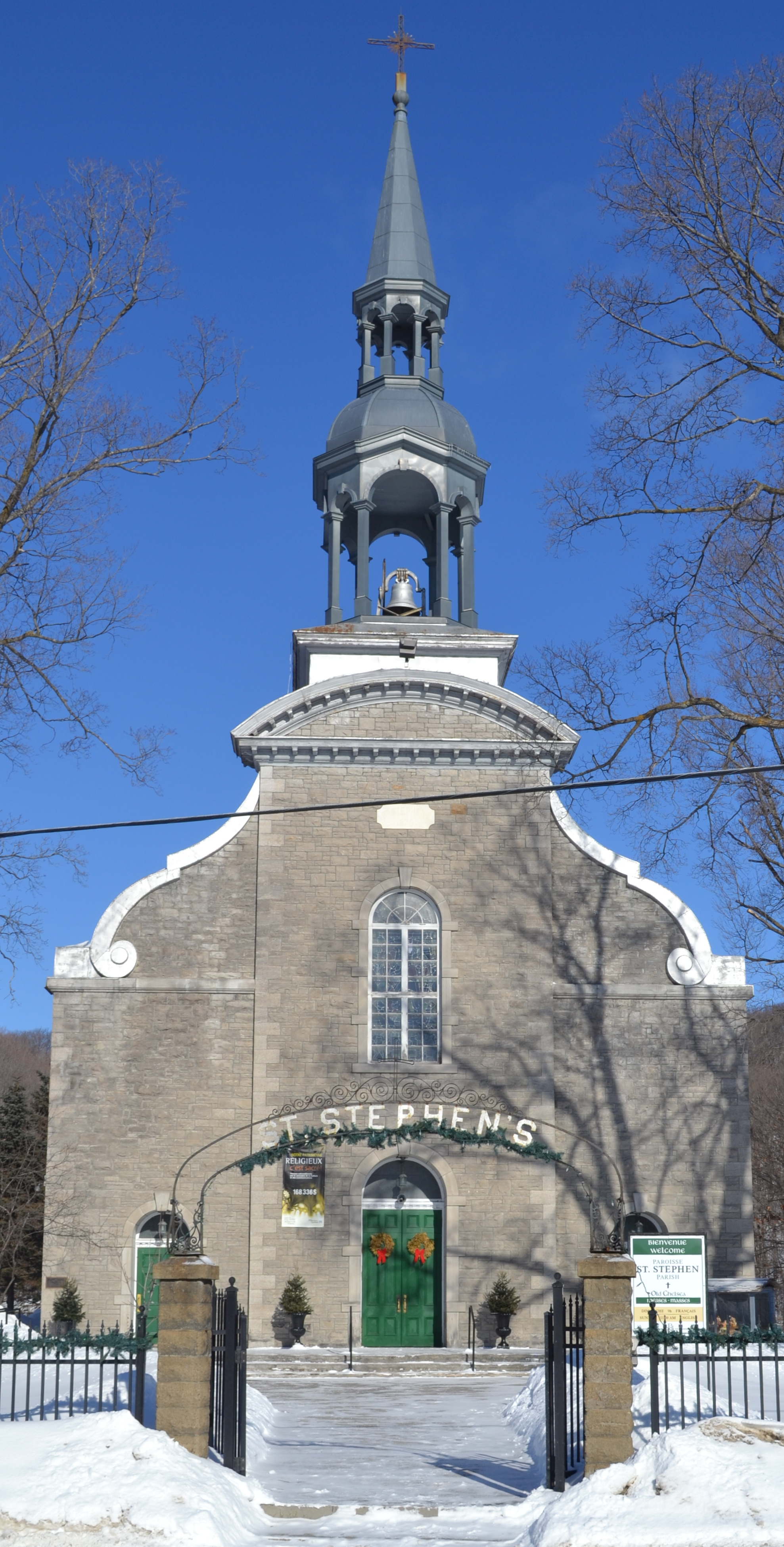
L'église St Stephen's dans le secteur de Old Chelsea à Chelsea en février 2018
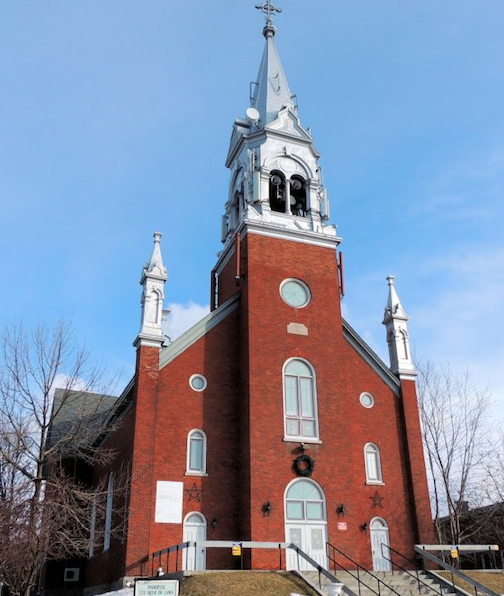
L'église Sainte-Rose-de-Lima dans le secteur de Gatineau à Gatineau en septembre 2019
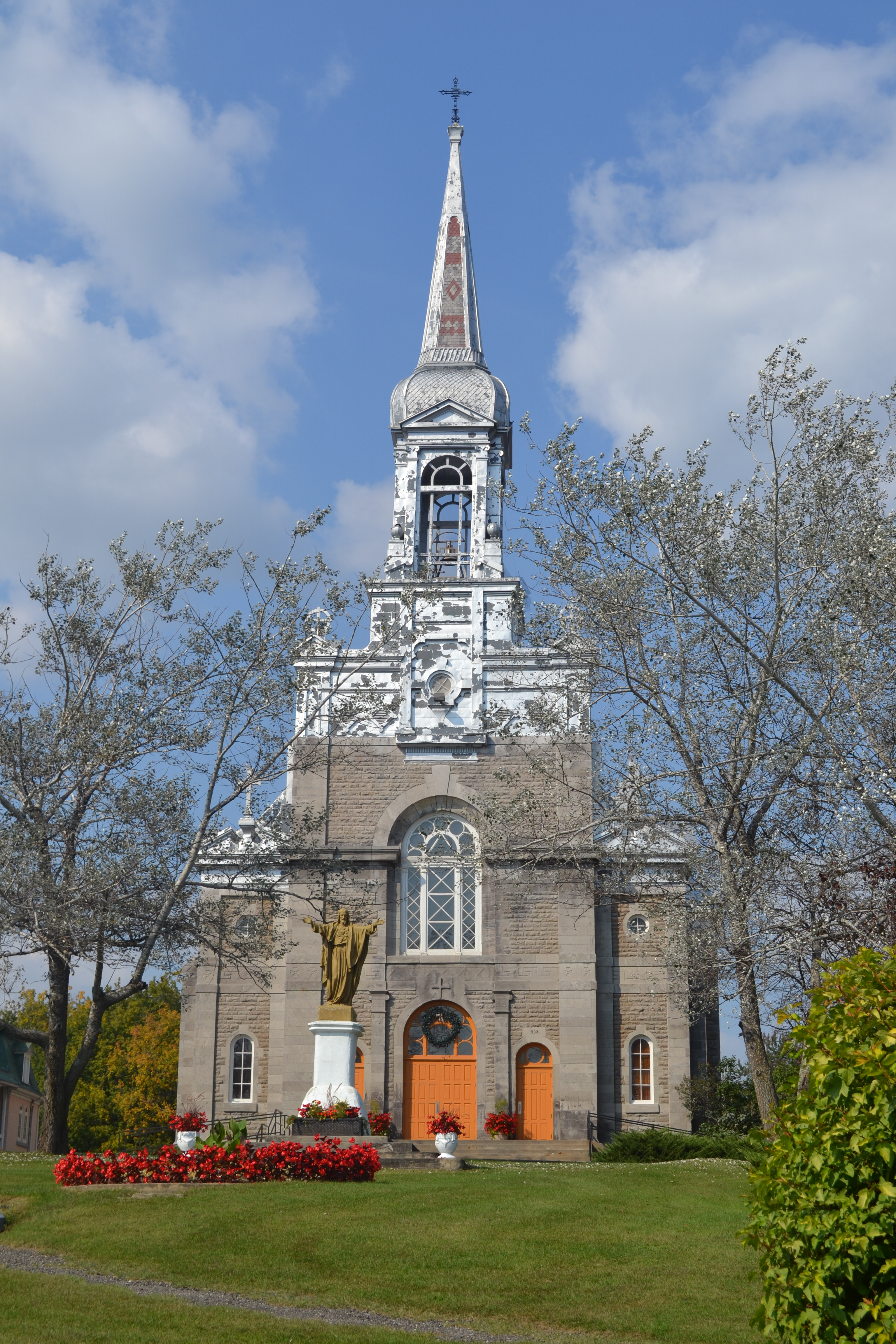
L'église Sainte-Angélique de Papineauville en septembre 2017
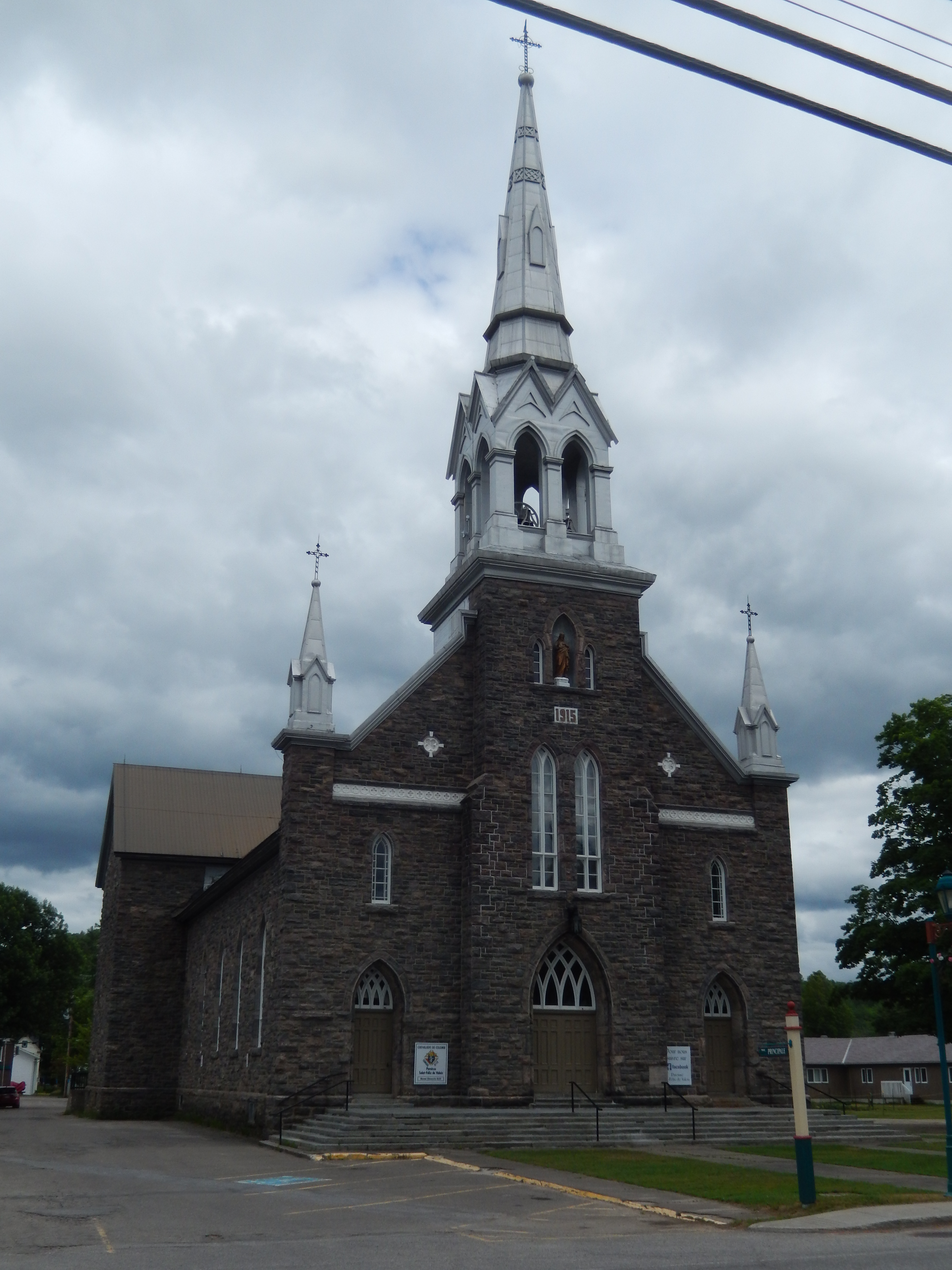
L'église Saint-Félix-de-Valois de Chénéville en juin 2020
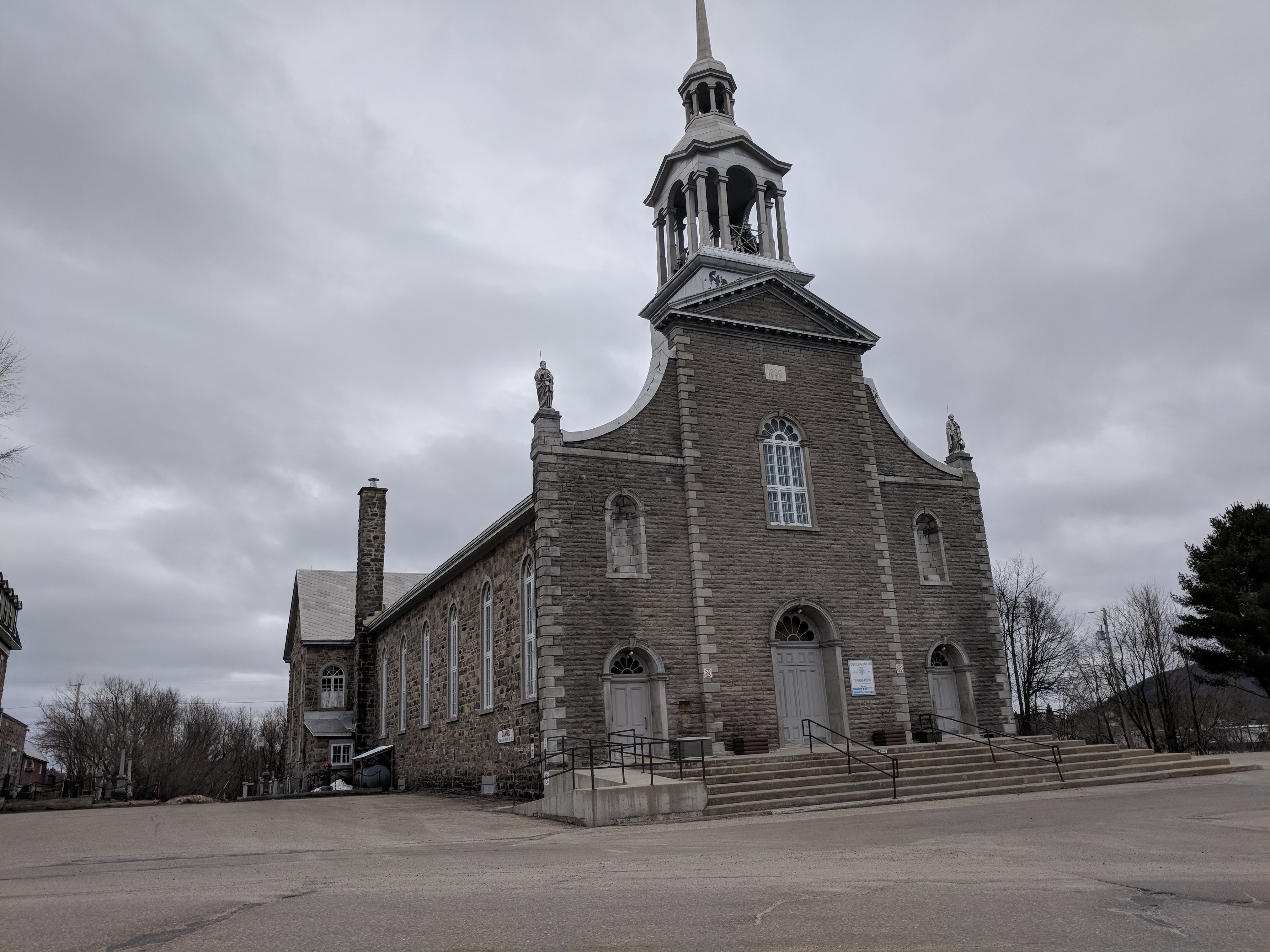
L'église Saint-André-Avellin de Saint-André-Avellin en avril 2018
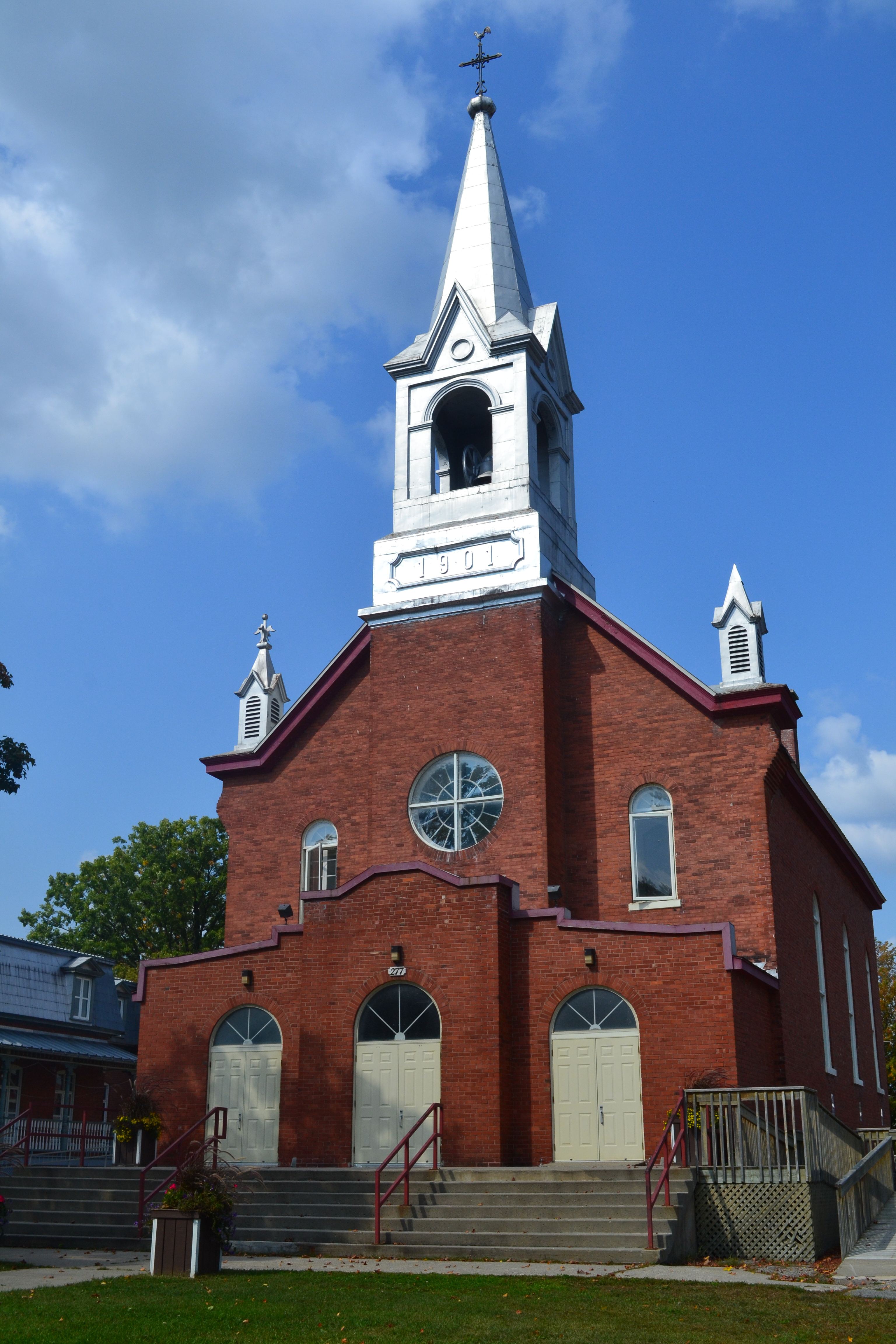
L'église Cœur-Très-Pur-de-Marie de Plaisance en septembre 2017
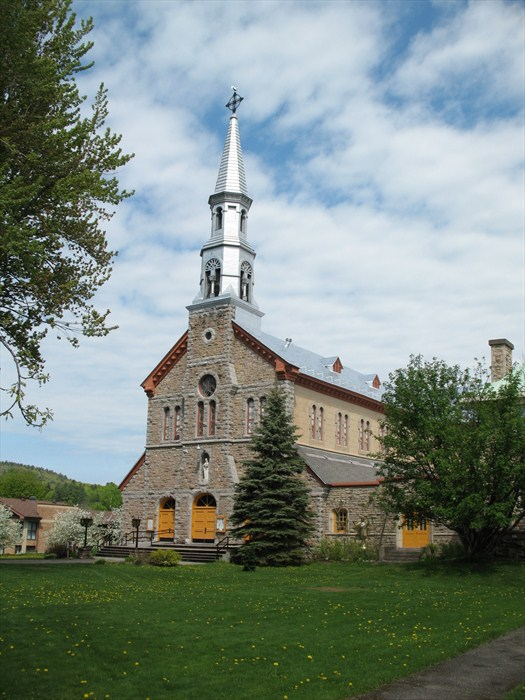
L'église Notre-Dame-de-Bonsecours de Montebello en mai 2010
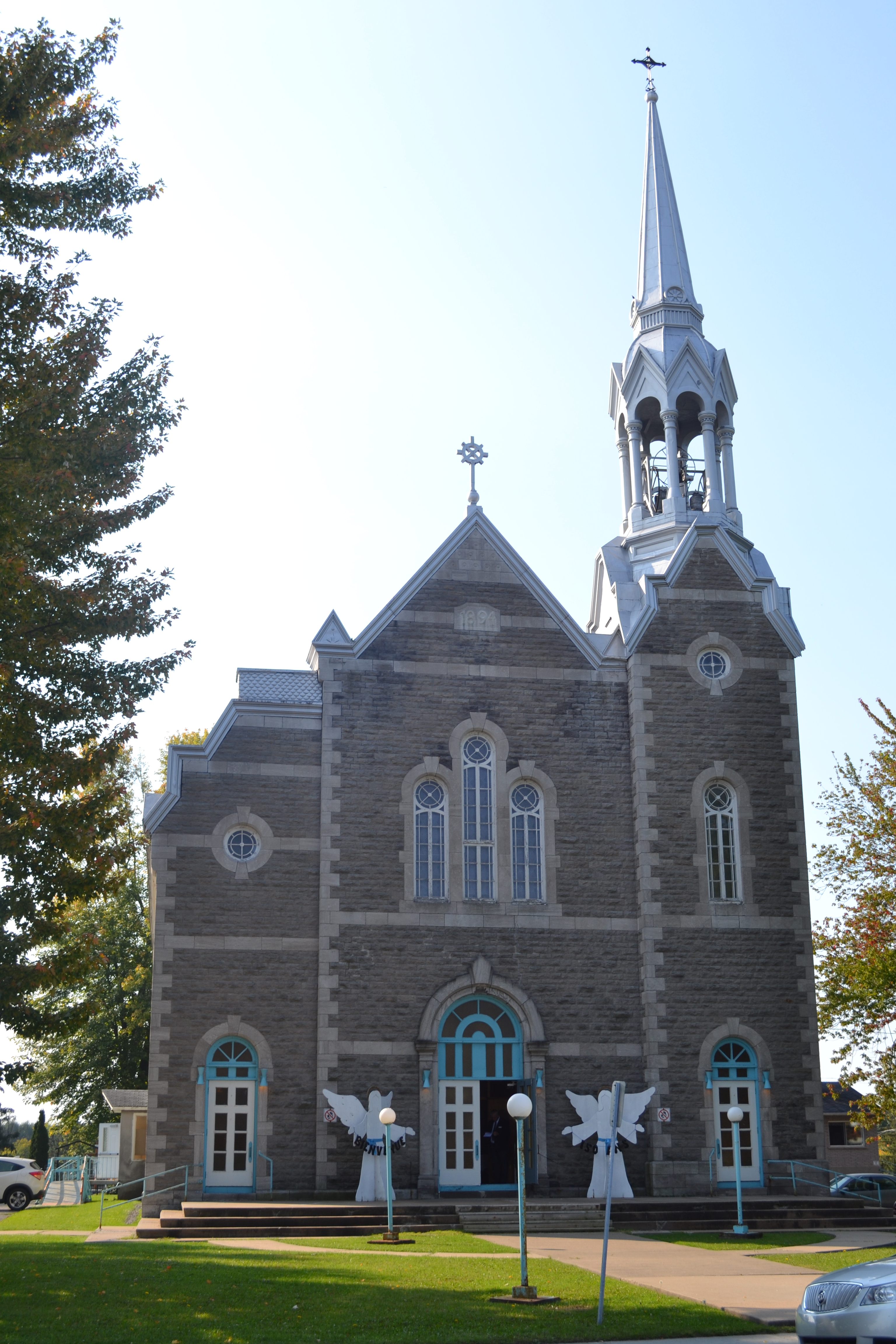
L'église Saint-Jean-l'Évangéliste de Thurso en septembre 2017
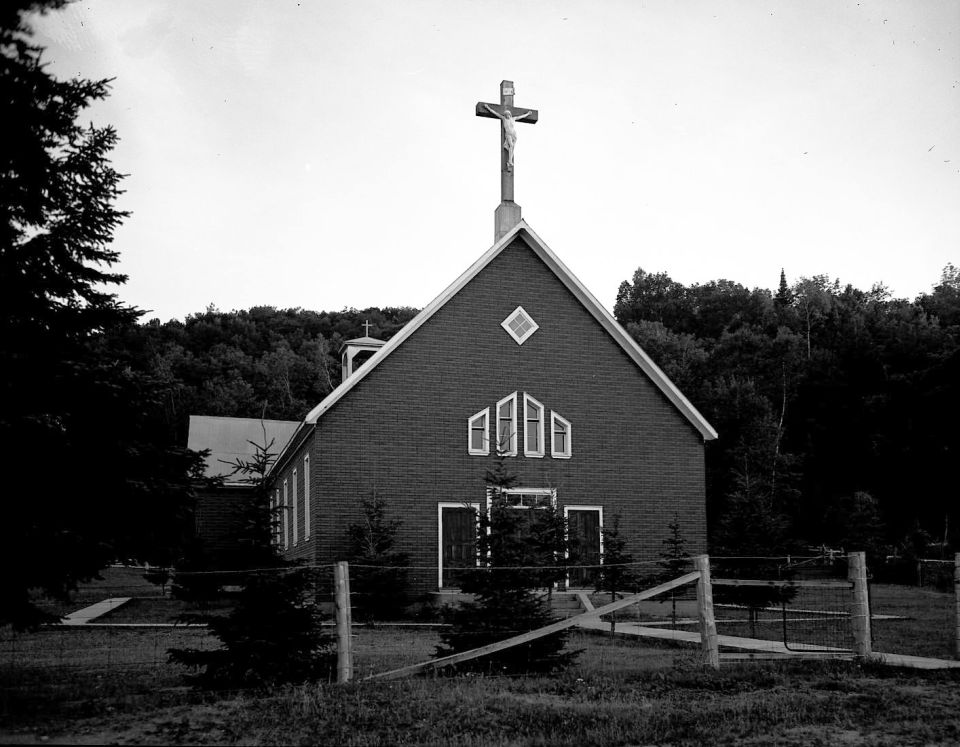
L'église Sainte-Croix de Fieldville en 1947